# Ямагата, Рейчел
Ре́йчел Ямага́та (англ. Rachael Yamagata; род. 23 сентября 1977) — американская певица и пианистка.

## Ранние годы
Ямагата родилась в 1977 году в Арлингтоне, штат Виргиния. Девочка была ребёнком разведённых родителей, поэтому домом Рейчел в детстве был как Вашингтон, где жил её отец, адвокат японского происхождения, так и Нью-Йорк, где проживала её мать, художница с итало-немецкими корнями. По окончании школы Ямагата училась в Северо-западном университете в Иллинойсе, а также в Колледже Вассара.

## Карьера
В течение шести лет Ямагата была вокалисткой в чикагском фанк-фьюжн-коллективе Bumpus. В 2001 году она написала ряд композиций, выходивших за музыкальные рамки группы, что подтолкнуло певицу заняться сольной карьерой. В 2002 году она подписала контракт со звукозаписывающей компанией Arista Records, а в октябре следующего года увидела свет её дебютная запись — мини-альбом Rachael Yamagata EP. Первый полноформатный альбом певицы, озаглавленный как Happenstance, вышел в июне 2004 года и в целом получил одобрительные отзывы критиков. Впоследствии её песни звучали в ряде телевизионных сериалов, таких как «Секс в другом городе», «Одинокие сердца», «Зачарованные», «Как я встретил вашу маму», «Скорая помощь», «Части тела», «Шпионка», «Холм одного дерева», «Анатомия страсти» и так далее. Ямагата приняла участие в записи второго альбома Джейсона Мраза, исполнив с ним песню «Did You Get My Message?». Также вместе с Дэном Уилсоном певица записала композицию «You Take My Troubles Away» для художественного фильма 2010 года «Дорогой Джон».

## Дискография
Студийные альбомы
- 2004 — Happenstance
- 2008 — Elephants…Teeth Sinking into Heart
- 2011 — Chesapeake
- 2016 — Tightrope Walker

EP
- 2003 — Rachael Yamagata EP
- 2005 — Live at the Loft & More
- 2008 — Loose Ends
- 2011 — Covers EP
- 2012 — Heavyweight EP
- 2018 — Porch Songs EP